# Altiplano (Andes centrales)
El altiplano andino, también denominado Altiplano de los Andes, Altipampa, Altiplano boliviano, Altiplano sudamericano, Meseta del Collao o Meseta del Titicaca, es una extensa planicie de gran altitud situada en América del Sur. Se encuentra a una altitud media de 3800 m s. n. m. y abarca el centro-oeste y suroeste de Bolivia, el sur de Perú, el norte de Chile y el noroeste de Argentina
Esta región posee gran importancia histórica, ya que fue ha sido escenario de diversas civilizaciones prehispánicas, como la cultura Tiahuanaco, y el lugar donde se domesticaron especies como la papa, la llama y la alpaca. Desde el punto de vista geográfico, el Altiplano constituye una unidad natural distintiva del continente sudamericano y, por su altitud, forma parte de la región de la puna.
El Altiplano se encuentra delimitado por la cordillera de los Andes, un macizo de origen tectónico y volcánico con cumbres que superan los 6000 m s. n. m. Su relieve se caracteriza por una depresión central rellenada con materiales erosionados y depósitos volcánicos, lo que ha dado origen a sus planicies características.
El clima del Altiplano se ve influenciado por el fenómeno conocido como «invierno altiplánico o invierno andino», que provoca precipitaciones estivales entre enero y febrero. Su combinación de aridez y gran altitud condiciona el desarrollo de la vida, favoreciendo la presencia de flora y fauna altamente adaptadas. La región alberga una gran diversidad biológica, protegida en diversas áreas naturales, como parques y monumentos nacionales. Su paisaje se caracteriza por la presencia de lagos, salares, matorrales, pastizales y humedales («bofedales»), enmarcado por imponentes volcanes.

## Toponimia
El término collao deriva del antiguo aimara qullaw,[cita requerida] formado por los morfemas qulla y -wi, es decir, 'lugar de las collas'. Este nombre está registrado en las crónicas más antiguas de la conquista en referencia a la región al sureste del Cuzco donde habitaban contemporáneamente a los incas diversos reinos aymaras, entre ellos los collas.
El término «altiplano» o «puna» es, generalmente, acompañado por un gentilicio del país o región de que se trata: el altiplano argentino, altiplano boliviano, altiplano chileno y altiplano peruano. Este sistema abarca cuatro países: parte del norte de Argentina, el occidente de Bolivia, donde se ubica su mayor extensión; parte del norte de Chile y parte del sur de Perú.

## Geología

### Andes Centrales

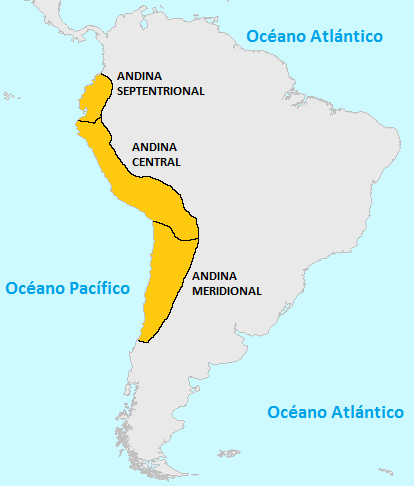
Andes centrales, septentrionales y meridionales

Los Andes Centrales constituyen la sección más ancha y elevada de la cordillera andina, extendiéndose desde el norte de Perú hasta el sur de Bolivia, e incluyendo también partes del norte de Chile y el noroeste de Argentina. Esta vasta región se caracteriza por su continuidad y elevación, con pocas o ninguna pasada por debajo de los 4000 metros de altitud. Destaca por el Altiplano andino, una meseta de gran altitud (promedio de 3800 m s. n. m.) que abarca el centro-oeste y suroeste de Bolivia, el sur de Perú, el norte de Chile y el noroeste de Argentina. Esta zona presenta un paisaje singular con lagos, salares, matorrales, pastizales y humedales, enmarcados por imponentes volcanes. La actividad geológica, dominada por la tectónica de placas y la actividad volcánica, ha moldeado su relieve, que incluye altas cordilleras desprovistas de vegetación con cumbres nevadas, valles interandinos y extensas mesetas. En el lado argentino, los vientos secos provenientes de la barrera cordillerana dan lugar a vastas zonas desérticas. La relación entre los Andes Centrales (que incluyen gran parte del Perú) y la costa desértica peruana es fundamental y se explica principalmente por dos fenómenos geográficos y climáticos interconectados: la sombra orográfica generada por la cordillera y la influencia de la Corriente de Humboldt.

### Altiplano

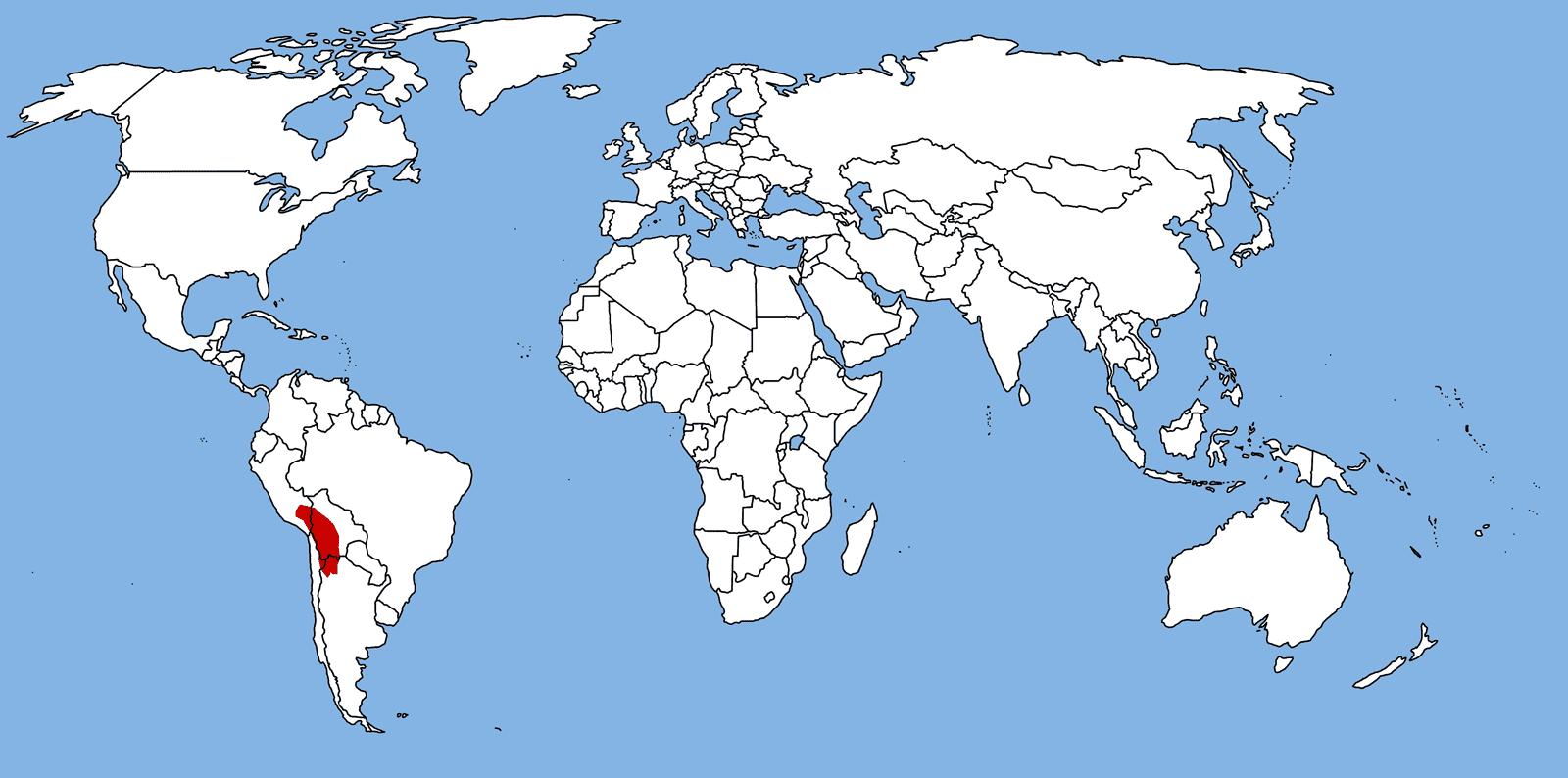
Ubicación del altiplano en América del Sur

El Altiplano es una cuenca sedimentaria intramontañosa cuyos sedimentos han sido mayoritariamente depositados en condiciones de endorreísmo y levantados por los mismos movimientos tectónicos que han dado origen a la cordillera Andina desde hace unos 15-25 millones de años. Los mecanismos tectónicos responsables de estos movimientos son aún poco entendidos y existe una variedad de modelos que intentan relacionar la subducción oceánica bajo los Andes con la historia del levantamiento de los sedimentos del Altiplano. En esta región destaca el Oroclinal de Bolivia, una curvatura importante en los Andes centrales que ha influido en la deformación de la corteza terrestre.

### Costa desértica

Desierto de Sechura

Además, los Andes Centrales actúan como una barrera natural que bloquea el paso de la humedad proveniente de la cuenca amazónica (ubicada al este). Los vientos húmedos del Atlántico chocan contra las altas cumbres andinas, se elevan, se enfrían y descargan su humedad en forma de lluvia y nieve en la vertiente oriental de la cordillera. Este fenómeno se conoce como efecto Föhn o sombra orográfica. Como resultado, cuando esas masas de aire sobrepasan las cumbres andinas y descienden por la vertiente occidental (hacia el Pacífico), ya han perdido gran parte de su humedad y se vuelven secas y cálidas, contribuyendo a la aridez de la costa.
Por otro lado, la Corriente de Humboldt (o Corriente del Perú), una corriente oceánica fría que fluye de sur a norte a lo largo de la costa del Pacífico sudamericano, juega un papel crucial. Esta corriente enfría las masas de aire que se encuentran sobre el océano Pacífico adyacente a la costa. El aire frío y denso no se eleva fácilmente, lo que inhibe la formación de nubes de lluvia significativas. Aunque esta interacción entre el aire frío y la superficie del mar genera densas neblinas y garúas (lloviznas finas) en la costa, no produce las precipitaciones necesarias para mantener una vegetación abundante, resultando en un clima desértico.

## Morfología
Se le define como una altiplanicie, esto es, una zona de poco relieve ubicada a gran altitud. Se trata de una serie de cuencas planas encerradas por serranías altas, que se ubican a más de 3600 m s. n. m.
A partir del lago Titicaca, la cordillera de los Andes se va ensanchando progresivamente hacia el sur, dejando entre las cadenas montañosas más altas una altiplanicie muy extensa, que recibe el nombre de Altiplano o puna. Este segundo nombre también designa a las sierras ubicadas en los Andes en una altura determinada y, por tanto, con ciertas condiciones ambientales.

## Hidrología
La meseta del Collao es un conjunto de cuencas endorreicas entre las que destacan dos:
- El sistema endorreico Titicaca-Desaguadero-Poopó-Salar de Coipasa y
- La cuenca del salar de Uyuni.

Hacia el sur de la meseta del Collao destacan varias cuencas endorreicas de lagunas o salares menores nacidos de manantiales. Ambas cuencas se habrían separado hace diez mil años, durante el último periodo glacial,
De norte a sur, se nota en la meseta del Collao un gradual proceso de desertificación, debido en gran medida a la progresiva disminución de las precipitaciones pluviométricas, de norte a sur, lo que produce, concomitantemente un incremento de la salinidad y mineralización de las cuencas. La zona del salar de Uyuni y del salar de Coipasa, reciben aguas salobres de sus afluentes (río Grande de Lípez y Pucamayu, hacia el Uyuni, y ríos Lauca y Lacajahuira hacia el salar de Coipasa). Asimismo el lago Poopó y el lago Uru Uru tienen aguas altamente mineralizadas que aceleran el proceso de convertirse en salares.
De la misma manera, el río Desaguadero recibe el aporte de aguas mineralizadas del río Maure, por lo que el aporte del lago Titicaca hacia el sur de la cuenca se vuelve fundamental para la subsistencia de la agricultura en la región sur de la meseta.
En general los ríos de la meseta del Collao destacan por ser meándricos en sus cuencas medias e inferior, debido a la carencia de pendiente y al arrastre continuo de sedimentación. Esta sedimentación fue la causante en 1962 de que el río Desaguadero desbordara su caudal, inundando una pampa que luego se convertiría en el lago Uru Uru.
Al sur del salar de Uyuni existen una serie de lagunas, las principales son:
- Laguna Arenas,
- Laguna Azul
- Laguna Blanca
- Laguna Busch,
- Laguna Caancha,
- Laguna Colorada,
- Laguna Colla,
- Laguna Coruto,
- Laguna Chalviri,
- Laguna Chojllas,
- laguna Coranto,
- Laguna Hedionda,
- Laguna Mahama Coma,
- Laguna Roca,
- Laguna Verde,
- Laguna Salada,
- Salar de Empexa

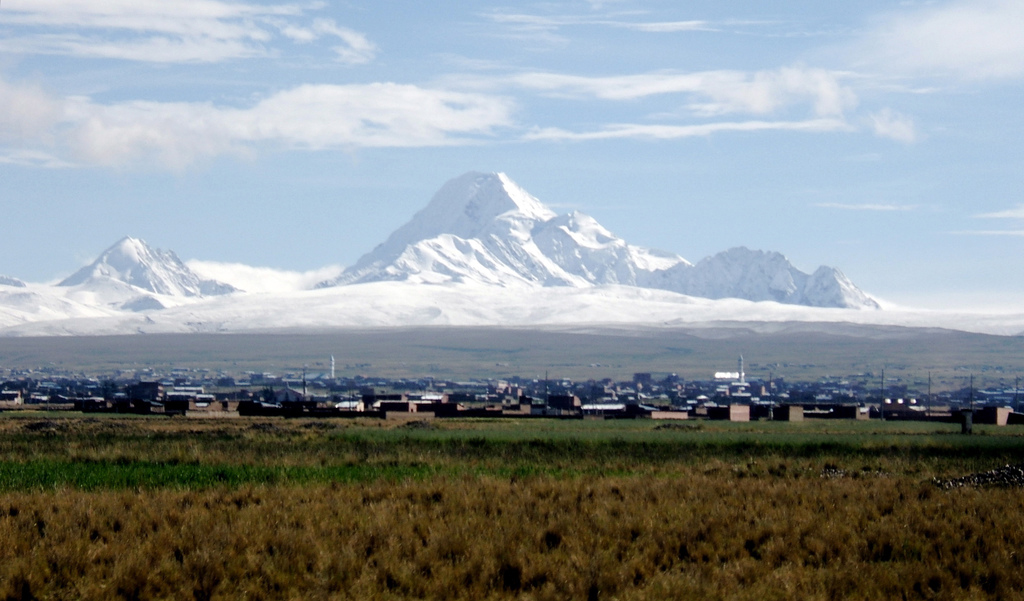
La ciudad de El Alto en Bolivia, con aproximadamente 922 598 habitantes[5] es la mayor ciudad del altiplano andino. Al fondo el nevado Huayna Potosí
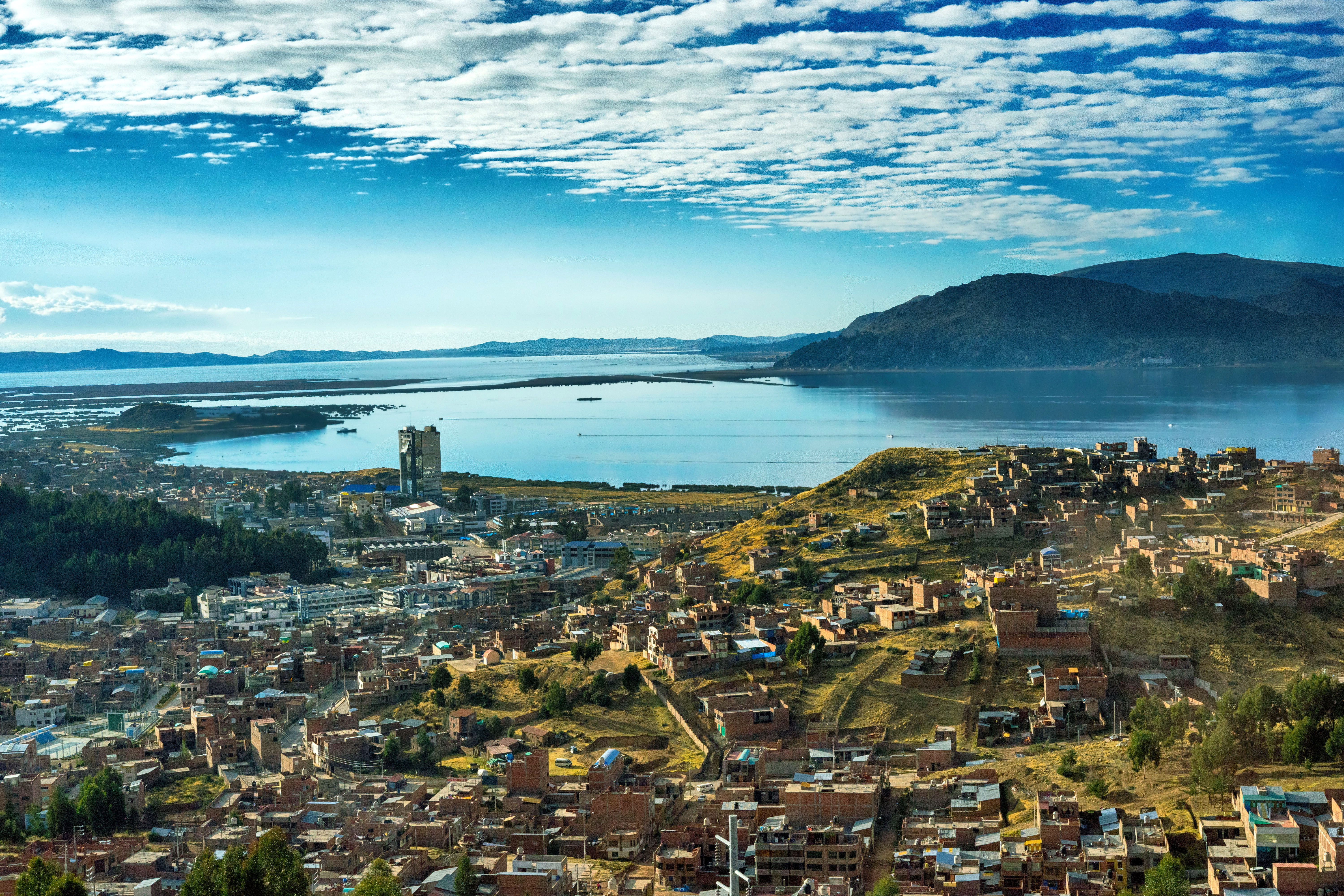
Puno (Perú), una de las ciudades del altiplano
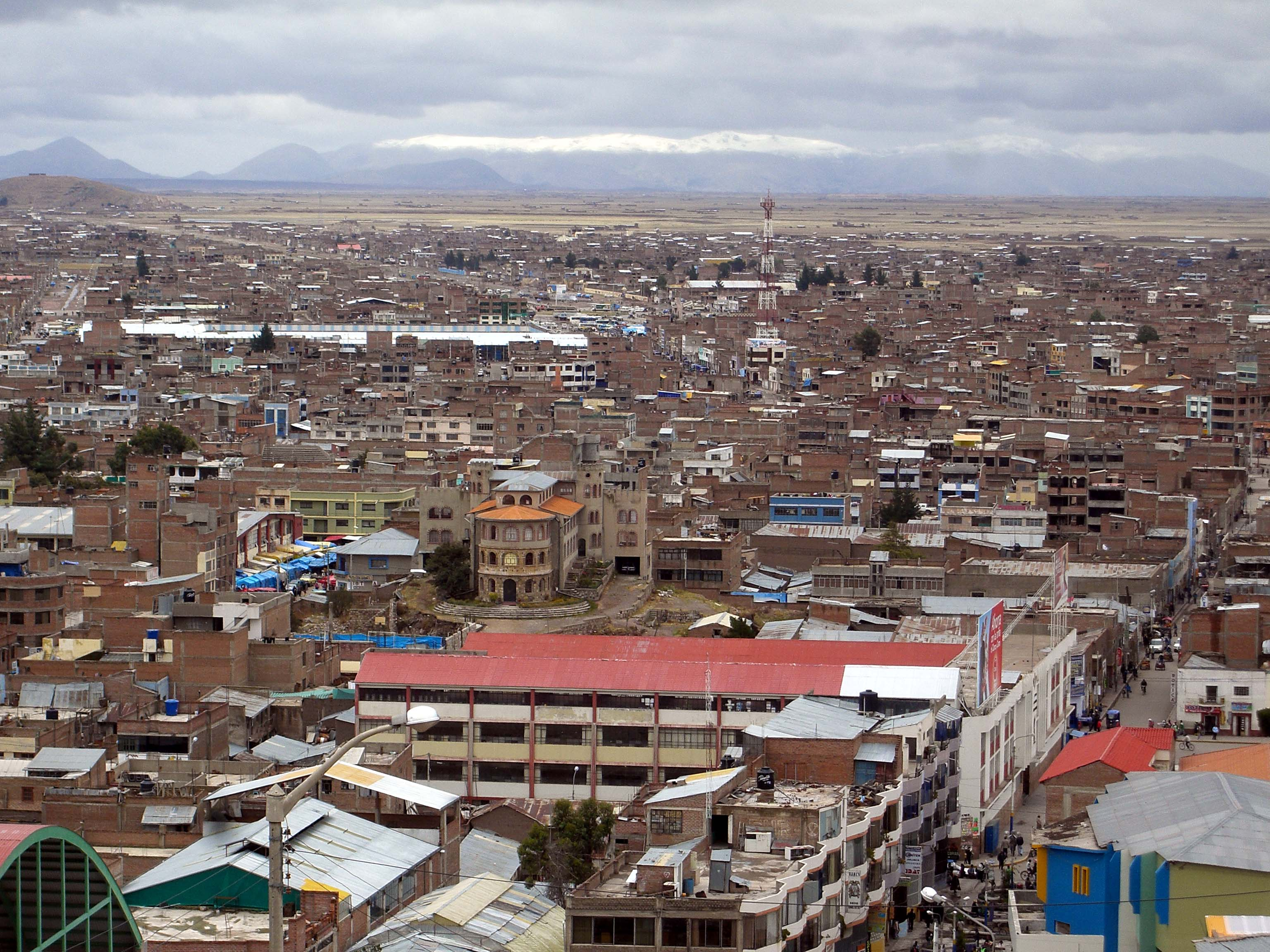
Juliaca es la segunda ciudad de mayor tamaño en el Altiplano con más de 300 000 habitantes.

## Clima

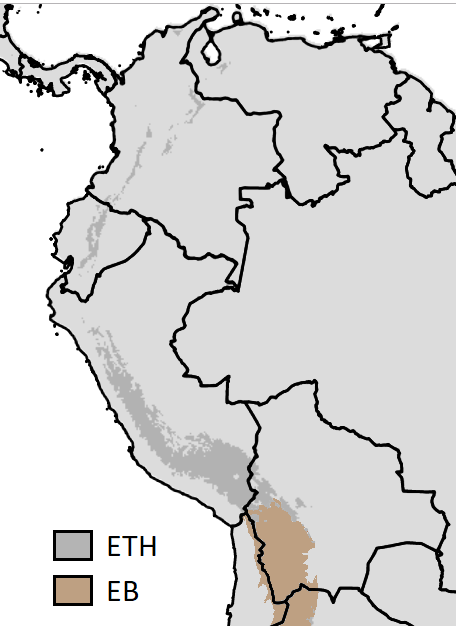
En gris el clima húmedo y subhúmedo ETH y en marrón el clima seco EB, también clasificado como semiárido BSk y árido BWk en donde el mes más cálido tiene una media menor a 10 °C..

La presencia del lago Titicaca y de la cuenca del Amazonas determinan una variación en la humedad y la temperatura de la zona, siendo más húmeda en el norte y el oeste que en el sur y este. El Lago Titicaca actúa como un termorregulador en la Meseta del Collao, moderando las temperaturas de las áreas adyacentes. Gracias a su gran masa térmica, el lago absorbe calor durante el día y lo libera por la noche, lo que reduce la amplitud térmica diaria y estacional en comparación con otras áreas de la meseta. Esta influencia crea microclimas más templados en sus orillas, favoreciendo la agricultura y la vida humana en las comunidades ribereñas.
El Altiplano es, como se dijo, una planicie de más de 3600 m de altura, hay baja presión atmosférica y, por lo tanto, menos concentración de oxígeno. Su clima es de puna: muy frío, seco y tiene grandes amplitudes térmicas diarias. Esto significa que la mayoría de las noches (inclusive en verano) puede helar y que al mediodía puede hacer calor. La variación de temperatura puede ser de 30 °C en el mismo día, –5 °C por la noche y 25 °C al mediodía.
La diversidad climática de los Andes Centrales, influenciada por su compleja geografía, se puede comprender a través de la clasificación de Köppen. La Costa Desértica de Perú y el norte de Chile se clasifica como BW (Clima desértico), principalmente BWh (Desierto cálido). Esta región se caracteriza por precipitaciones extremadamente bajas, a menudo menos de 50 mm anuales, debido a la Corriente de Humboldt y el Anticiclón del Pacífico Sur. A pesar de su aridez, la influencia oceánica modera las temperaturas, y la presencia de densa niebla costera (garúa o camanchaca) sustenta ecosistemas de lomas y neblina. Las zonas mineras en los Andes Centrales, ubicadas a gran altitud, presentan climas fríos y extremos. La clasificación de Köppen para estas áreas incluye ET (Clima de Tundra) en las mayores elevaciones, con temperaturas medias del mes más cálido entre 0 °C y 10 °C y permafrost. También se aplica la categoría H (Clima de Altas Montañas/Tierras Altas), que describe bajas temperaturas, precipitaciones variables (incluyendo nieve y granizo), vientos fuertes, baja presión atmosférica y alta radiación solar, lo que plantea desafíos significativos para las operaciones mineras. La Meseta del Collao, que abarca Perú y Bolivia a unos 3.800 metros sobre el nivel del mar, y el Lago Titicaca ejercen una influencia fundamental en su clima. El clima predominante, según Köppen, es Cwb (Clima templado con inviernos secos y veranos frescos), con posibles zonas BsK (Clima estepario frío) o ET (Tundra) en las elevaciones circundantes. Las temperaturas son bajas con inviernos secos y veranos lluviosos.
El suelo no siendo homogéneo es otro factor de gran importancia. Tiene muchas zonas al «desnudo», pero a pesar de las condiciones críticas, heladas, sequía, altura, en esta zona crecen plantas y hay lugares con bastante vegetación. Como en cualquier ecosistema, existe pues una relación importante entre vegetación, clima y suelo, ya que la vegetación protege al suelo de la erosión. Es allí donde se encuentran las vicuñas.

## Relieve

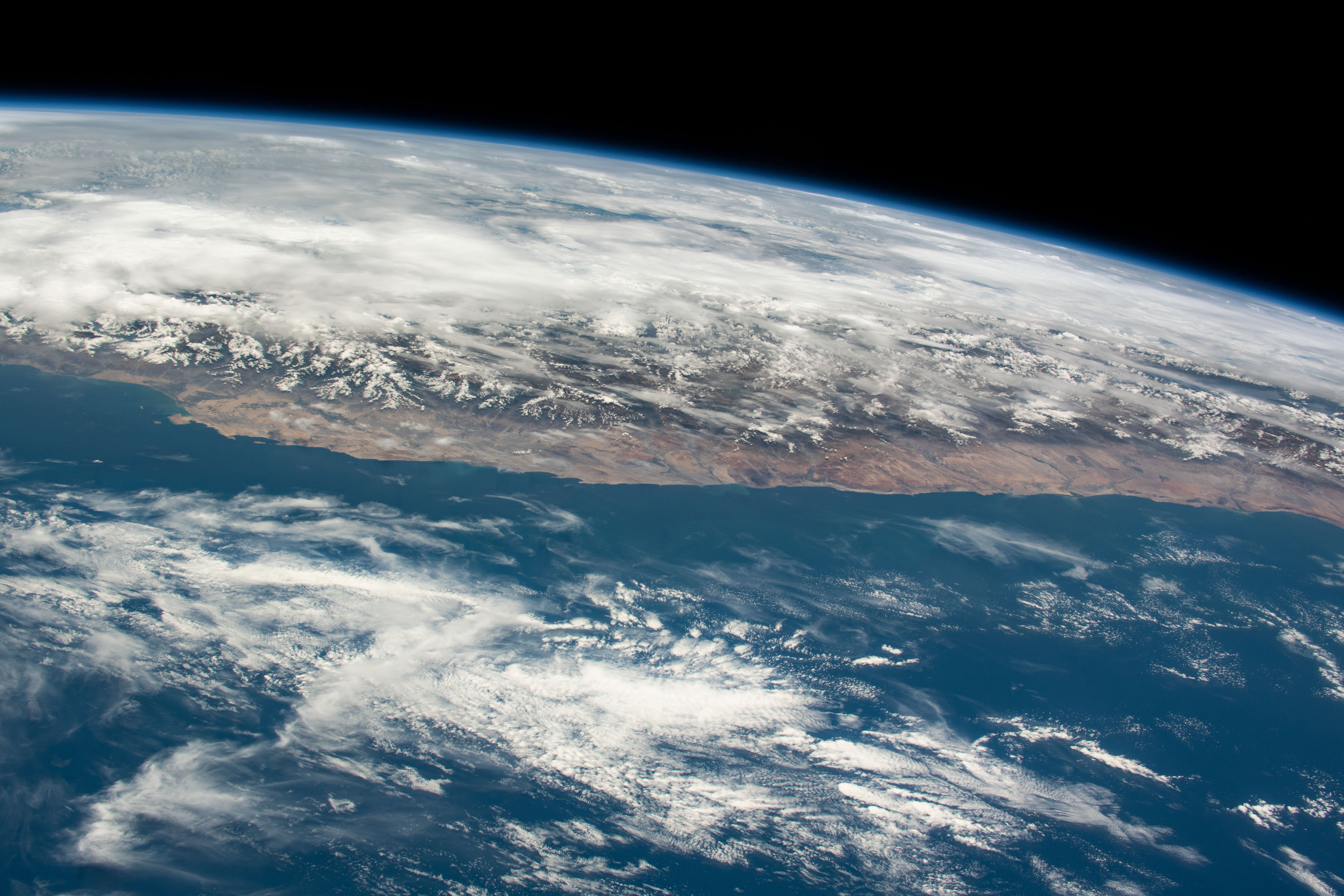
Los andes centrales, la costa desértica del Perú, con la Península de Paracas a la izquierda. Foto de la Estación Espacial Internacional.

La región de los Andes centrales tiene altas cordilleras desprovistas de vegetación. En esta región, el relieve montañoso es imponente. En ella se encuentran algunas de las máximas elevaciones de América. Las montañas, casi sin vegetación, tienen en sus cumbres nieves permanentes. Hay pasos a gran altura que permiten el tránsito a Chile. Amplios valles separan los cordones de los Andes de la precordillera. Es allí donde se localiza la población.
En Perú, esto se traduce en una serie de altas cordilleras montañosas, valles interandinos y extensas mesetas como el Altiplano. Este terreno accidentado ha sido moldeado por una intensa actividad tectónica, resultando en numerosos picos que superan los 6.000 metros, profundos cañones y una diversa gama de microclimas. Desde cumbres glaciares hasta pastizales de gran altitud (puna) y valles templados, la geografía ha influido en los patrones de asentamiento humano y el desarrollo de zonas ecológicas distintas. 

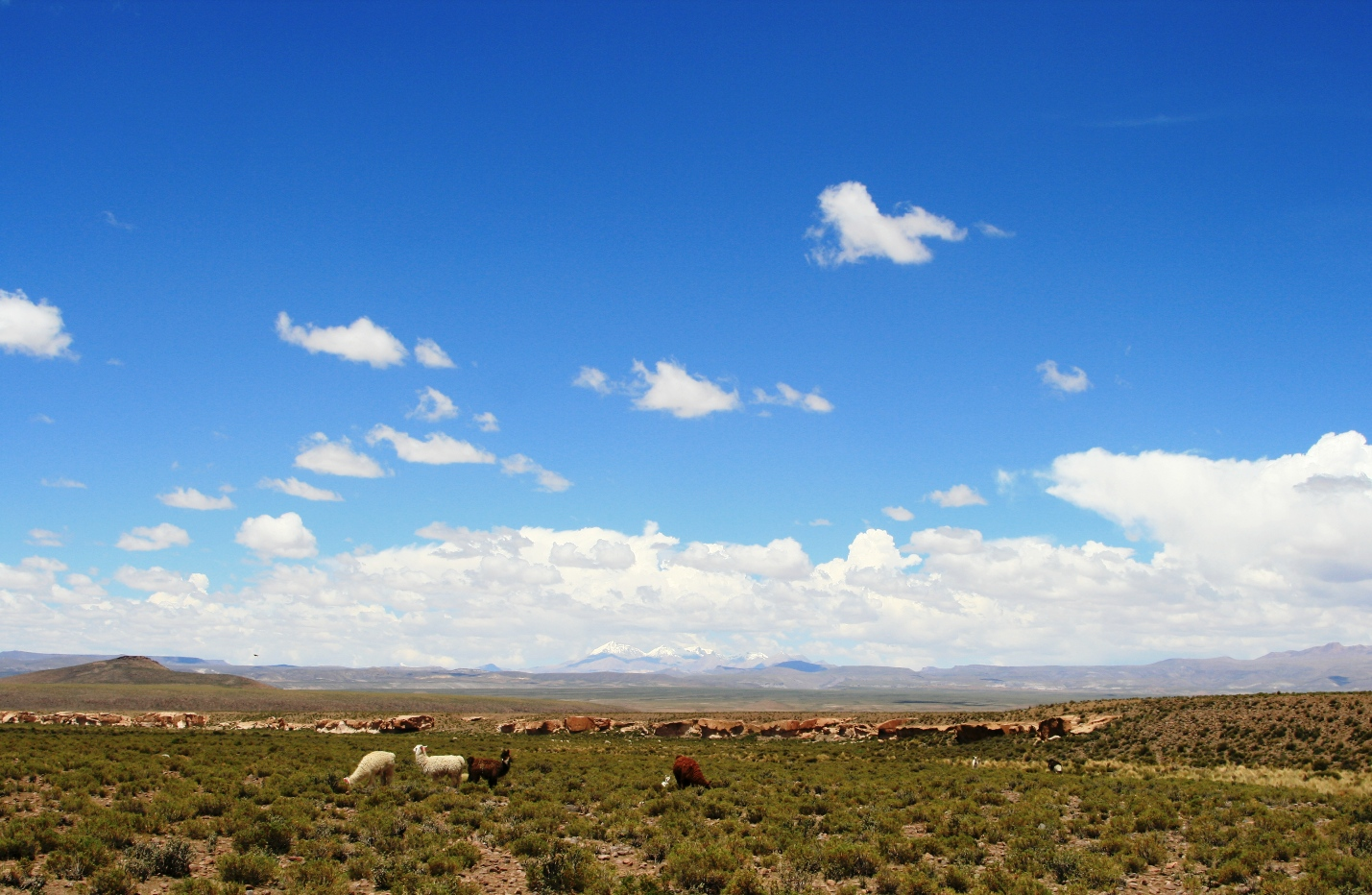
Altiplano boliviano, cerca de Uyuni, se puede ver la meseta que caracteriza esta región.

Adyacente a los Andes se encuentra la árida franja costera de Perú, un marcado contraste en su geografía. Esta región es predominantemente un desierto, que se extiende por miles de kilómetros a lo largo del Océano Pacífico. Su extrema aridez se debe principalmente a la Corriente de Humboldt, que trae aire frío y seco de la Antártida, y al efecto de sombra de lluvia de los Andes. Aunque en gran parte estéril, el desierto está interrumpido por aproximadamente 50 ríos que fluyen desde los Andes, creando fértiles valles aluviales u oasis que son vitales para la agricultura y el asentamiento humano. Estos valles, aunque relativamente pequeños, son históricamente significativos como centros de antiguas civilizaciones y continúan siendo las áreas más densamente pobladas de la costa peruana. La interacción entre los Andes y el desierto costero define la geografía en los Andes Centrales. Las empinadas laderas occidentales de los Andes canalizan el agua de deshielo y las precipitaciones hacia los ríos costeros, proporcionando el sustento vital para los valles costeros, de otro modo resecos. Esta dicotomía geográfica ha fomentado nichos ambientales distintos, lo que ha llevado a diversos ecosistemas, climas e históricas adaptaciones humanas, desde los sofisticados sistemas de riego de las culturas precolombinas en la costa hasta la agricultura en terrazas de las tierras altas andinas.

## Población
El Altiplano se encuentra habitado de manera desigual. Las mayores áreas demográficas se hallan en la zona circunlacustre hacia el norte. La mayor ciudad, El Alto (Bolivia) con 940 000 habitantes,cerca de la antigua ciudad de Tiahuanaco, mientras Oruro cuenta con un poco más de 300 000 habitantes. En el Perú, destacan Juliaca y Puno, respectivamente con alrededor de 250 000 y 140 000 habitantes. En esta región se concentran todas las ciudades que se encuentran por sobre los 3000 msnm.
| Altitud media (m s.n.m.) | Ciudad         | País    | Población (año) |
| ------------------------ | -------------- | ------- | --------------- |
| 4330 m                   | Cerro de Pasco | Perú    | 58 899 (2017)   |
| 4150 m                   | El Alto        | Bolivia | 842 378 (2012)  |
| 4070 m                   | Potosí         | Bolivia | 189 652 (2012)  |
| 3824 m                   | Juliaca        | Perú    | 291 189 (2017)  |
| 3810 m                   | Puno           | Perú    | 139 096 (2017)  |
| 3735 m                   | Oruro          | Bolivia | 264 683 (2012)  |
| 3625 m                   | La Paz         | Bolivia | 867 504 (2017)  |
| 3400 m                   | Cusco          | Perú    | 428 450 (2017)  |
| 3249 m                   | Huancayo       | Perú    | 456 250 (2017)  |

A esto se suman las demás ciudades que se encuentran en esta región, dentro del rango de 2000 a 3000 msnm. 
| Altitud media      | Nombre     | País    | Población      |
| ------------------ | ---------- | ------- | -------------- |
| 9153 pies (2790 m) | Sucre      | Bolivia | 300 000 (2007) |
| 9009 pies (2746 m) | Ayacucho   | Perú    | 151 019 (2011) |
| 8923 pies (2720 m) | Cajamarca  | Perú    | 283 767 (2011) |
| 8921 pies (2719 m) | Sacaba     | Bolivia | 172 466 (2012) |
| 8530 pies (2600 m) | Calama     | Chile   | 138 402 (2002) |
| 8432 pies (2570 m) | Cochabamba | Bolivia | 618 376 (2010) |
| 7660 pies (2335 m) | Arequipa   | Perú    | 836 859 (2005) |

## Historia

### Historia prehispánica

Culturas Tiahuanaco y Wari

El Altiplano ha sido poblado desde antiguo. Los vestigios de cultura, como la cerámica o el trabajo en piedra, datan de alrededor del 5000 a. C. En los Andes, van desapareciendo las armas, puesto que ya tienen la capacidad de domesticar animales útiles para su supervivencia. El hombre del Altiplano se asienta en torno a los lagos y logra el desarrollo agrícola, lítico, metalúrgico y pecuario. Asimismo, y pese a ser una zona difícil para la agricultura, domestica las plantas silvestres, como la papa, y las mejora para el consumo humano.

Las culturas Tiahuanaco y Wari fueron pilares fundamentales de la civilización prehispánica andina, desarrollándose de forma contemporánea y sentando las bases para futuras formaciones políticas y culturales en la región. Tiahuanaco, centrada en la ciudad de Tiwanaku cerca del lago Titicaca, floreció entre los siglos VII y X d. C. Su influencia se expandió por vastas zonas del altiplano andino principalmente a través de redes de intercambio, destacando por su monumental arquitectura de piedra, cerámica y textiles polícromos. Su sofisticada iconografía y el uso del gorro de cuatro puntas influyeron significativamente en culturas posteriores.

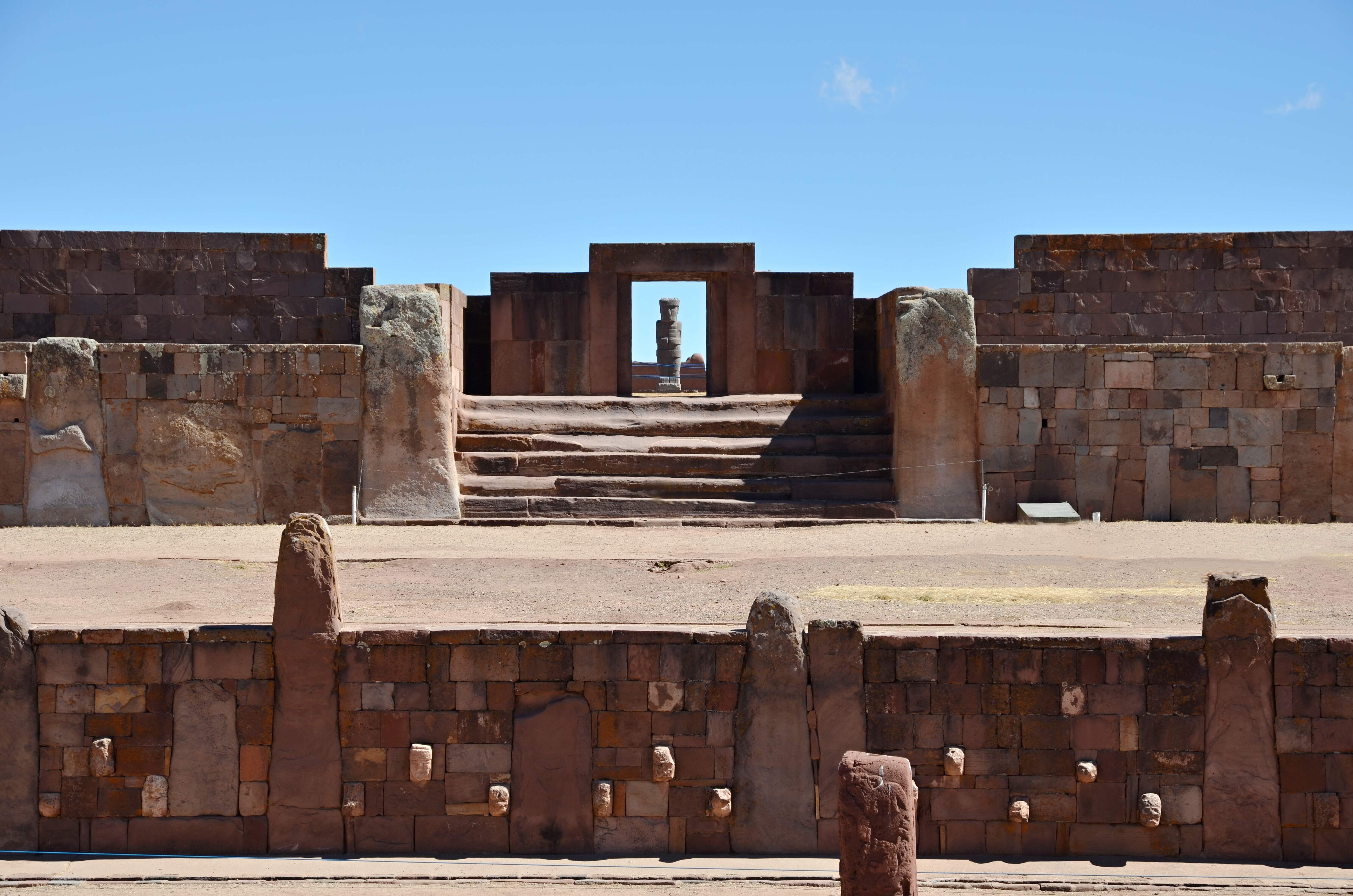
Templete semisubterráneo y al fondo el Templo de Kalasasaya, en el complejo arqueológico de Tiahuanaco.

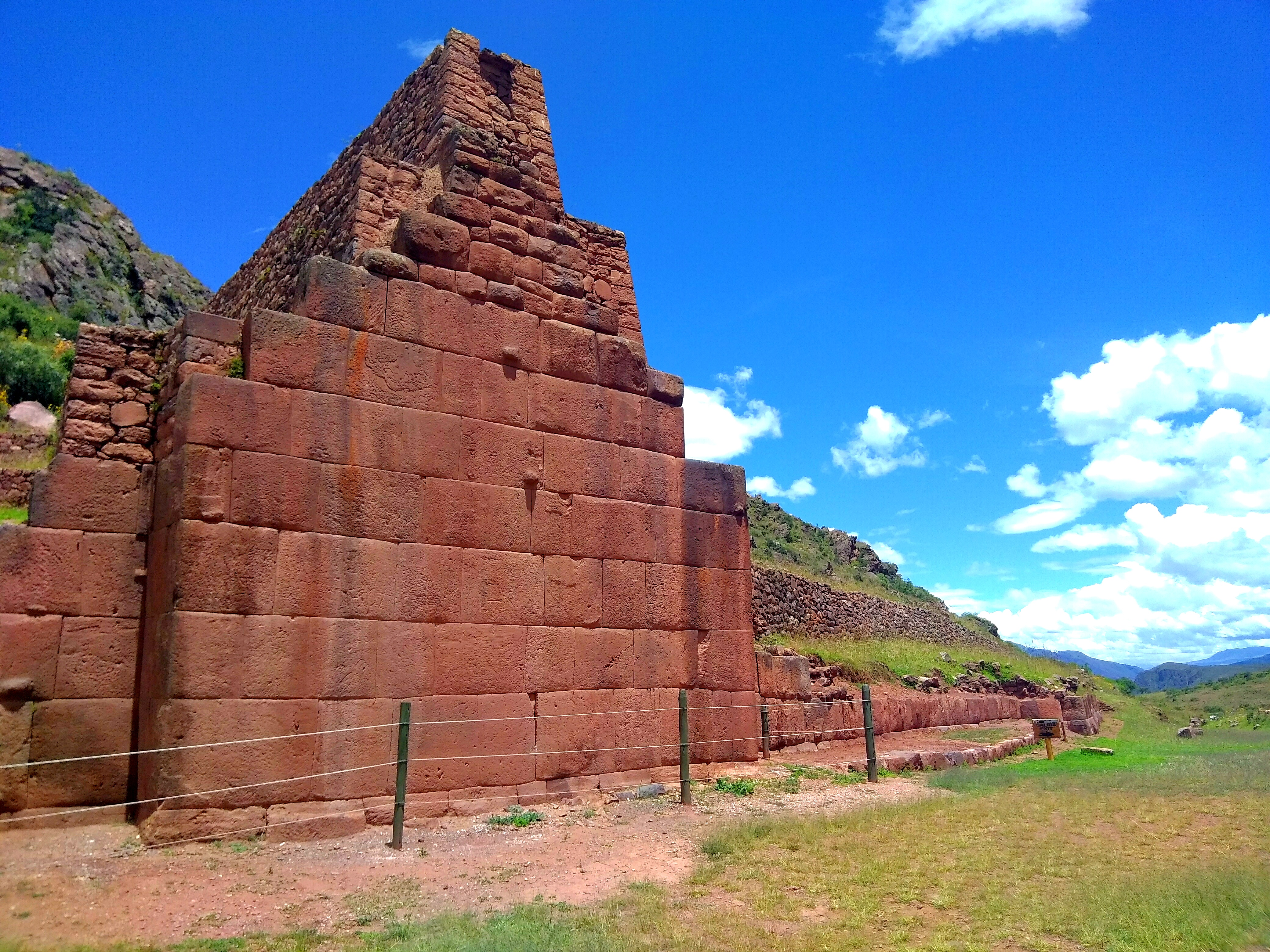
Centro administrativo de Piquillacta, construido por la cultura wari en el Cuzco.

Por otro lado, la cultura Wari emergió entre los siglos VII y XIII d. C., estableciendo su capital cerca de Ayacucho, Perú, y expandiendo un vasto imperio por gran parte de la sierra y la costa peruana. A diferencia de Tiahuanaco, Wari se caracterizó por una marcada actividad militar, conquistando señoríos y estableciendo centros administrativos provinciales. Es reconocida, junto con los Incas, como una de las dos únicas culturas andinas consideradas imperiales. Los Wari introdujeron innovaciones agrícolas como los andenes, lo que les permitió sostener una población creciente, aunque su imperio finalmente colapsó alrededor del año 1000 d. C. debido a sequías prolongadas.
A pesar de sus diferencias geográficas y estrategias de expansión, Tiahuanaco y Wari compartieron una influencia mutua en aspectos culturales y artísticos. La iconografía tiahuanacota es visible en la producción Wari, evidenciando una interacción cultural. Ambas culturas demostraron organización social, así como conocimientos arquitectónicos y artísticos. La sofisticación ceremonial y la extensa red de influencia de Tiahuanaco, combinadas con la organización estatal y la expansión territorial de Wari, representan la base sobre la que se erigieron las civilizaciones en los Andes Centrales.

### Alto Perú y Bajo Perú
El Virreinato del Perú, establecido en 1542, fue la entidad territorial más importante de la América del Sur española, abarcando inicialmente la mayor parte de las posesiones castellanas en el continente. Desde sus inicios, la Corona española se centró en la explotación de los vastos recursos minerales andinos, especialmente la plata, que se convertiría en el motor económico del imperio. En este contexto, los Andes centrales cobró importancia estratégica y económica. La riqueza mineral de Potosí, ubicada en el Alto Perú (actual Bolivia), transformó esta zona en el corazón del virreinato, atrayendo una enorme cantidad de población y generando una compleja red de rutas comerciales y administrativas para el transporte del metal precioso hasta los puertos del Pacífico.
La organización colonial en estas regiones giró en torno a la explotación de las minas de Potosí, lo que implicó el establecimiento de un sistema de trabajo forzado indígena conocido como la mita, que causó un profundo impacto demográfico y social en las comunidades originarias de los Andes centrales. Ciudades como La Paz y Chuquisaca (Sucre) en el Alto Perú, junto con Cuzco y Arequipa en el Bajo Perú, se convirtieron en importantes centros administrativos, religiosos y comerciales, conectando las minas con la capital virreinal en Lima y los puertos de embarque. La densa población indígena de estas áreas, con sus complejas estructuras sociales preexistentes, fue fundamental para el sostenimiento de la economía colonial, proporcionando la mano de obra para la minería, la agricultura y el transporte. A lo largo de la colonia, la importancia económica de los Andes centrales mantuvo su relevancia, incluso con el declive gradual de la producción de plata de Potosí hacia finales del periodo virreinal. La riqueza generada en estas regiones no solo financió el imperio español, sino que también impulsó el desarrollo de otras actividades económicas y culturales en el virreinato, como la agricultura en valles interandinos y el desarrollo de importantes escuelas artísticas.

### Independencia

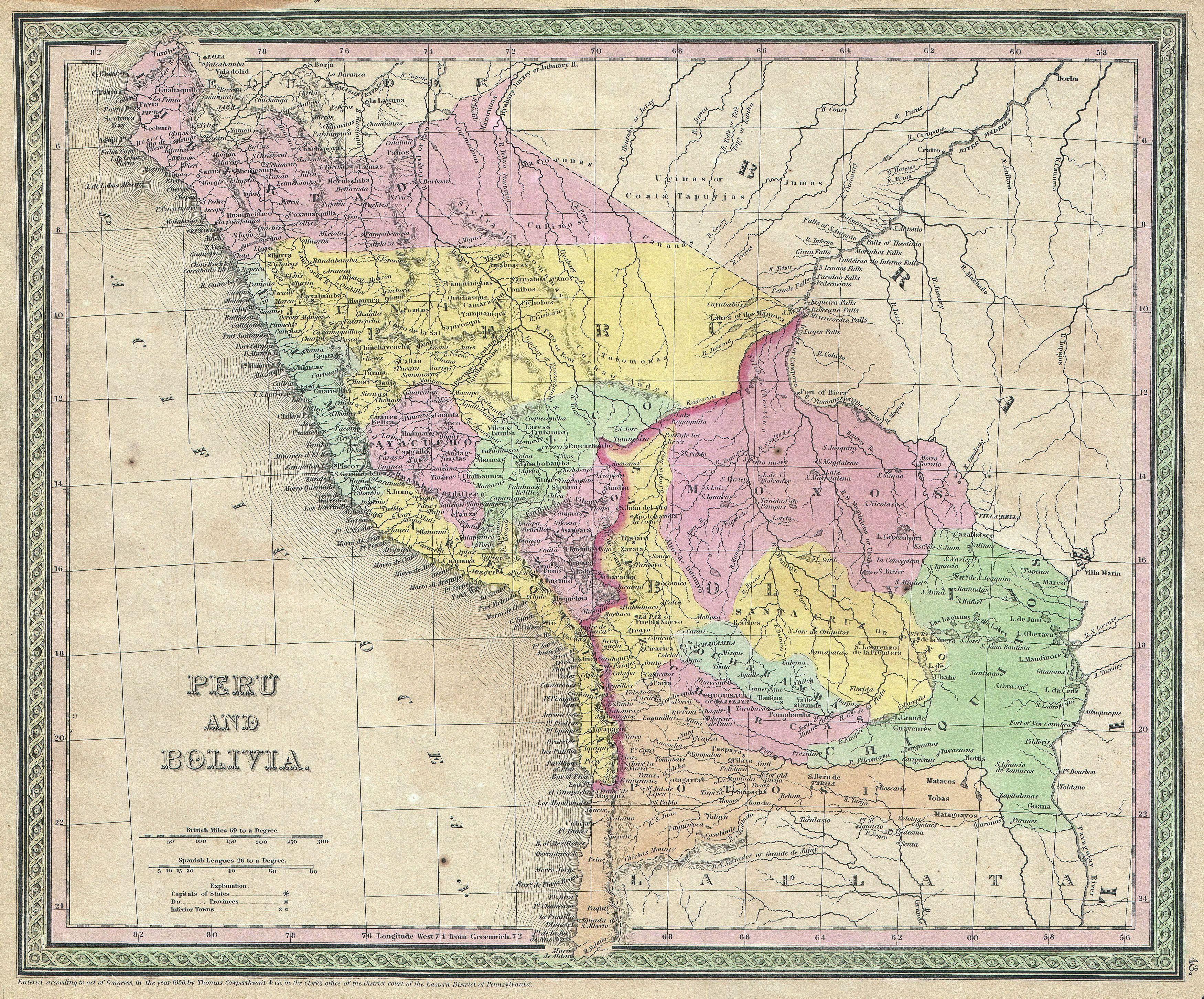
Perú y Bolivia

La independencia crearía en esta región los países de Perú y Bolivia. El Alto Perú, por su ubicación estratégica entre el Virreinato del Perú y el Virreinato del Río de la Plata, fue escenario de constantes incursiones y batallas entre fuerzas realistas (leales a la Corona española) y patriotas provenientes tanto del sur (Buenos Aires) como del norte (Perú). Numerosos focos focos de resistencia guerrillera empezaron las revueltas. Mientras tanto, en Bajo Perú, la élite limeña y gran parte de la aristocracia colonial se mostraron inicialmente reticentes a la independencia, debido a su dependencia económica y política del sistema virreinal, y al temor a las revueltas indígenas. La independencia del Perú no fue tanto un movimiento generado desde dentro, sino que fue consumada por la llegada de fuerzas libertadoras externas. En 1820, el general José de San Martín, al mando de la Expedición Libertadora del Perú, desembarcó en Paracas. Tras una serie de campañas militares y negociaciones, San Martín proclamó la Independencia del Perú en Lima el 28 de julio de 1821, aunque el control realista persistía en gran parte del territorio. La etapa final de la independencia tanto del "Bajo Perú" como del "Alto Perú" llegó con la campaña de Simón Bolívar y su lugarteniente, Antonio José de Sucre. Tras las decisivas batallas de Junín (agosto de 1824) y Ayacucho (diciembre de 1824) en Perú, el dominio español sobre la región fue finalmente quebrado. Con la victoria patriota asegurada, Sucre avanzó hacia el Alto Perú. El 6 de agosto de 1825, en la ciudad de Chuquisaca (actual Sucre), una asamblea de representantes de las provincias altoperuanas proclamó la independencia del Alto Perú, dando origen a una nueva república que, en honor al Libertador, sería bautizada como Bolivia. De esta manera, el antiguo virreinato se dividió en dos naciones independientes, sellando el fin de la dominación española en la región andina.

### Confederación Perú-Boliviana

Mapa y Bandera de la Confederación

Después de las independencias se crearía la Confederación Perú-Boliviana (1836-1839) fue un proyecto impulsado por el mariscal Andrés de Santa Cruz, presidente de Bolivia y luego Supremo Protector de la Confederación, con el objetivo de unificar los territorios del ex Virreinato del Perú y el Alto Perú (Bolivia) en una gran nación andina. Santa Cruz, quien tenía fuertes lazos con ambos países, concibió esta unión como una forma de restablecer lazos históricos, económicos y culturales que se habían roto tras la independencia y la creación de dos repúblicas separadas. Buscaba crear una entidad política fuerte que pudiera contrarrestar las influencias externas y promover la estabilidad y el desarrollo regional, aprovechando la complementariedad geográfica y económica de la costa, la sierra y el altiplano.
El plan de unificación de Santa Cruz se materializó con la división del Perú en dos estados (Nor-Peruano y Sud-Peruano), que junto al Estado Boliviano, conformarían la Confederación. Esta estructura buscaba integrar las economías del sur del Perú, particularmente las regiones ligadas al comercio con el Altiplano y el puerto de Arica, con la riqueza minera boliviana, especialmente Potosí. Se implementaron medidas para fomentar el libre comercio dentro de la Confederación, con el fin de revitalizar las antiguas rutas comerciales coloniales y convertir el puerto del Callao en un centro neurálgico del Pacífico sur, desafiando la hegemonía comercial de Valparaíso en Chile.
Sin embargo, este proyecto de nación andina enfrentó una fuerte oposición tanto interna como externa. Caudillos peruanos que habían sido derrotados por Santa Cruz se exiliaron en Chile y conspiraron para desmantelar la Confederación. Externamente, Chile y Argentina vieron en esta poderosa unión una amenaza a su propia hegemonía regional y a sus intereses comerciales, lo que llevó a la declaración de guerra y al envío de expediciones restauradoras. A pesar de los esfuerzos de Santa Cruz por consolidar la Confederación a través de reformas administrativas y económicas, la presión militar y la desunión interna finalmente llevaron a su derrota en la Batalla de Yungay en 1839, marcando el fin de este intento por unificar los Andes centrales.

### Guerra del Pacífico

Guerra del Pacífico

Después de esto se llevaría a cabo la Guerra del Pacífico (1879-1884) que fue un conflicto armado que enfrentó a Chile contra la alianza de Perú y Bolivia, motivado principalmente por el control de los ricos yacimientos de salitre y guano en el desierto de Atacama, ubicados en territorios disputados y la imposición de un impuesto boliviano a una compañía chilena.
La guerra se desarrolló en el océano Pacífico y en el desierto, con importantes batallas navales como Iquique y Angamos, que dieron a Chile la supremacía marítima, y campañas terrestres que llevaron a la ocupación chilena de Antofagasta (Bolivia), Tarapacá, y eventualmente Lima (Perú).
Tras la derrota, Bolivia perdió su salida al mar y el rico Departamento del Litoral, mientras que Perú cedió la provincia de Tarapacá y las provincias de Tacna y Arica quedaron bajo administración chilena, resolviéndose el destino de Tacna con su devolución a Perú en 1929, y Arica quedando definitivamente para Chile.

### Actualidad
A pesar de que la Confederación Perú-Boliviana fracasó en su intento de unificar los "Andes centrales" bajo una sola bandera, Perú y Bolivia, como repúblicas independientes, comparten en la actualidad semejanzas derivadas de su historia, geografía y legado cultural milenario. Ambos países son herederos directos de las grandes civilizaciones andinas precolombinas como Tiahuanaco y el Imperio Inca, cuya influencia se manifiesta en sus lenguas originarias (quechua y aimara), sus cosmovisiones, y sus prácticas agrícolas como el uso de andenes y la valoración de cultivos como la papa, la quinua y el maíz. Esta raíz andina común es un pilar fundamental de su identidad nacional, reflejada en sus festividades, música, danzas y artesanías, que a menudo son compartidas y celebradas a ambos lados de la frontera. Más allá de la herencia prehispánica y colonial, Perú y Bolivia comparten desafíos y oportunidades socioeconómicas similares en el presente. Ambos países tienen economías fuertemente ligadas a la extracción de recursos naturales, especialmente la minería, lo que los hace vulnerables a las fluctuaciones de los precios internacionales de las materias primas. Además, enfrentan retos significativos en la reducción de la informalidad laboral, la diversificación económica, la mejora de la infraestructura y el acceso a servicios básicos en sus vastas zonas rurales y comunidades indígenas. Estas similitudes en sus estructuras económicas y los obstáculos para un desarrollo inclusivo y sostenible son temas recurrentes en sus agendas nacionales. Las poblaciones de las zonas fronterizas, especialmente alrededor del lago Titicaca, mantienen estrechas relaciones culturales y económicas, trascendiendo las divisiones políticas.

## Ecología

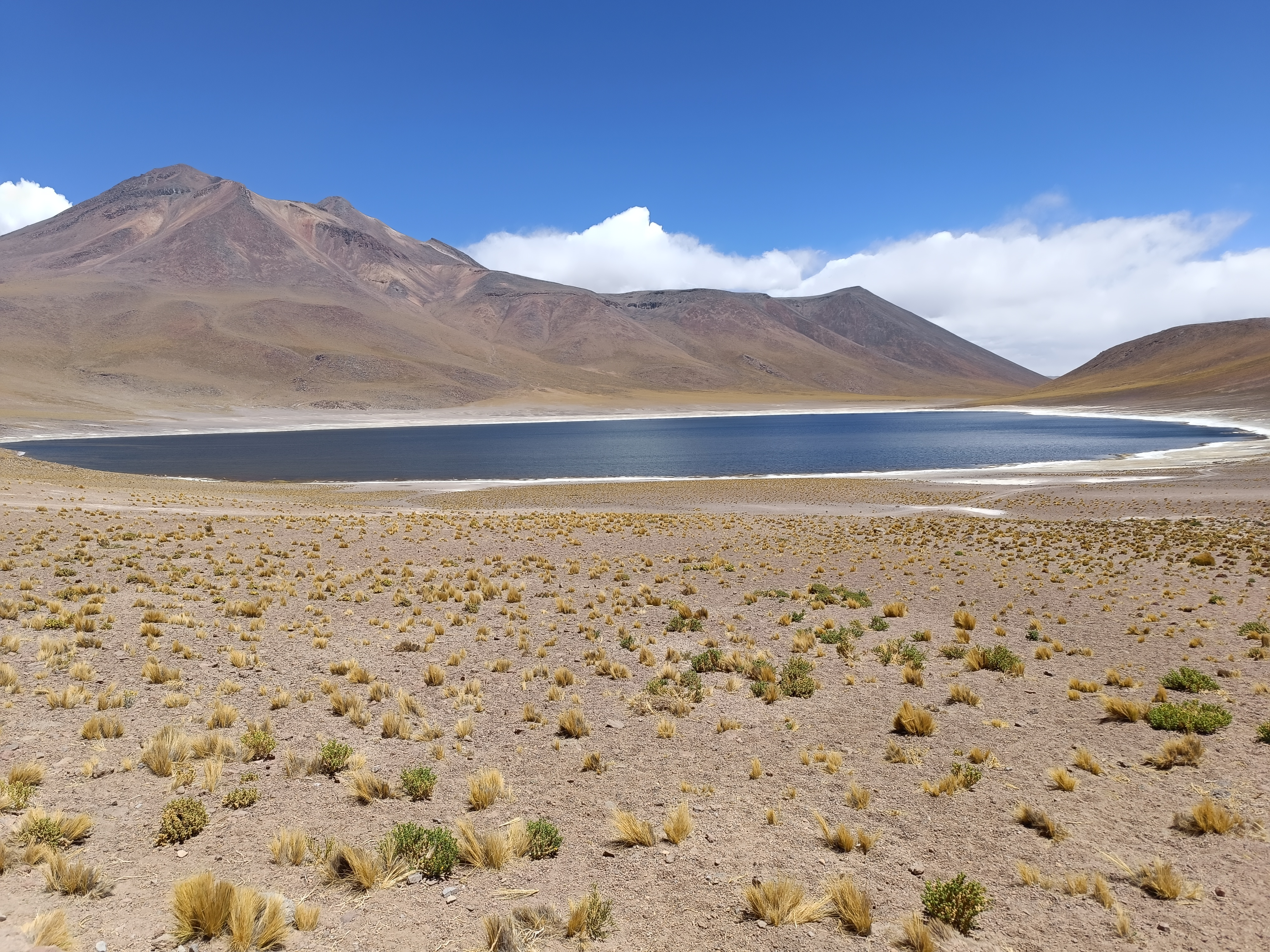
Paja brava cerca de la Laguna Miñiques, en el altiplano de Antofagasta, Chile.

La flora de esta región es esteparia y se caracteriza por las plantas de hojas de reducida superficie, evitando la pérdida excesiva de agua. En algunas especies, las hojas se han transformado en espinas, poseen una cutícula gruesa, y su color amarillento les da una apariencia de plantas secas. Protegidas del viento y del frío por matas de pasto, crecen algunas plantas con flores. También hay arbustos enanos de profundas raíces.
En el Altiplano, existen muchas especies vegetales; pero hay algunas que despiertan mayor interés en los pobladores locales, ya que son utilizadas como combustible o forma parte de su dieta diaria. Entre ellas tenemos la tola, la yareta, el ichu.
Cada una de ellas tiene importancia para el hombre andino peruano, sin embargo, el ichu es importante porque actúa como protector de suelos, para evitar el avance de las cárcavas ocasionadas por las lluvias y el viento, y protege los pastos de menor tamaño. En la agricultura se usa para almacenar papas, para elaborar la tunta y el chuño. En ganadería, se utiliza como alimento de camélidos. En la vivienda, es útil para amarrar los tijerales del techo de las casas. En artesanía, se aplica en la elaboración de sogas, alfombras para el piso, para el colchón de la cama, para confección de sombreros y escobas. Además de lo anterior, encontramos: la quinua roy y el charqui.

### Flora
1. Añawaya

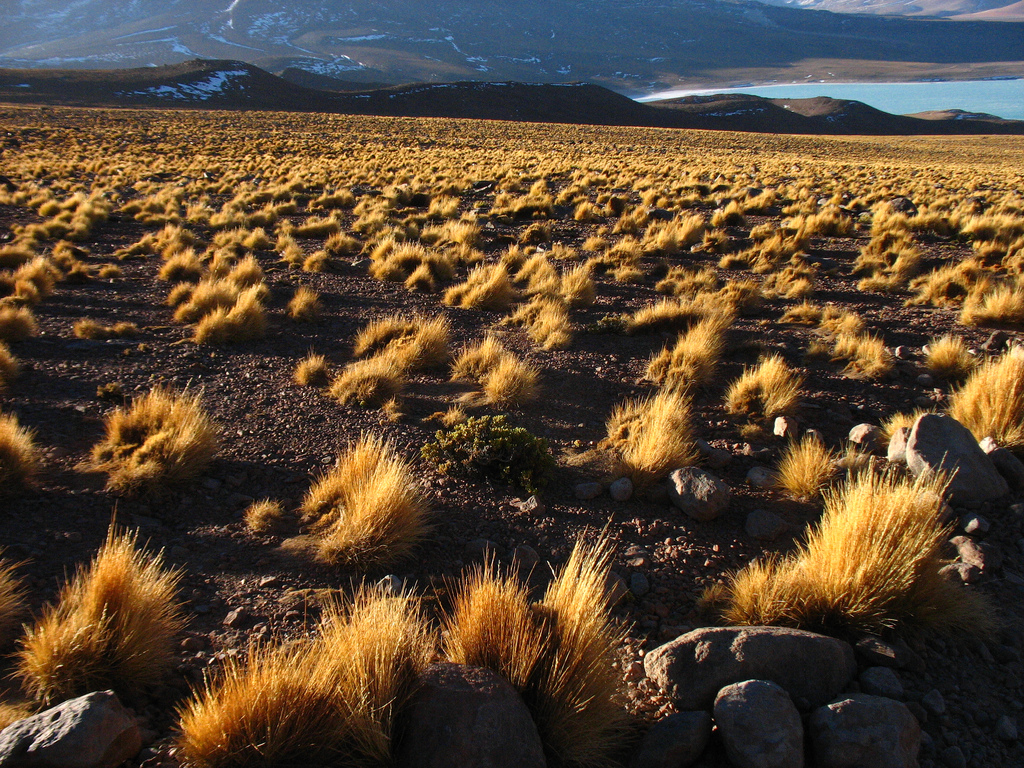
Pajonal

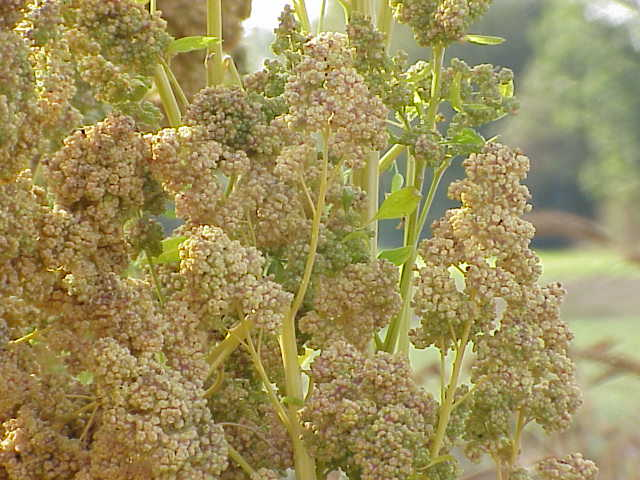
Quinua

- Nombre científico: Adesmia spinosissima Meyen ex Vogel familia Fabaceae
- Dimensiones:	altura	3 dm, diámetro	5 dm
- Follaje: 5 dm largo
- Ambiente: Altiplano seco. Suelo rocoso, seco, pedregoso. Separadas una cada metro aproximadamente.

2. Trigo Grano
- Nombre científico: Triticum aestivum L. familia Poaceae
- Dimensiones:	altura	5 dm, diámetro	3 c

Ambiente: Altiplano. Suelo seco previamente abonado. Separación de cultivo de parcelas	
3. Paja brava
- Nombre científico: Jarava ichu Ruiz & Pav. familia: Poaceae
- Dimensiones:	altura	5 dm, diámetro	4 dm
- Ambiente: Altiplano, suelo árido, pedregoso, arenoso

4. Quinua
- Nombre científico: Chenopodium quinoa Willd. familia: chenopodiaceae
- Dimensiones:	altura	5 dm, diámetro	2 dm
- Ambiente: Altiplano

### Fauna
1. Quirquincho

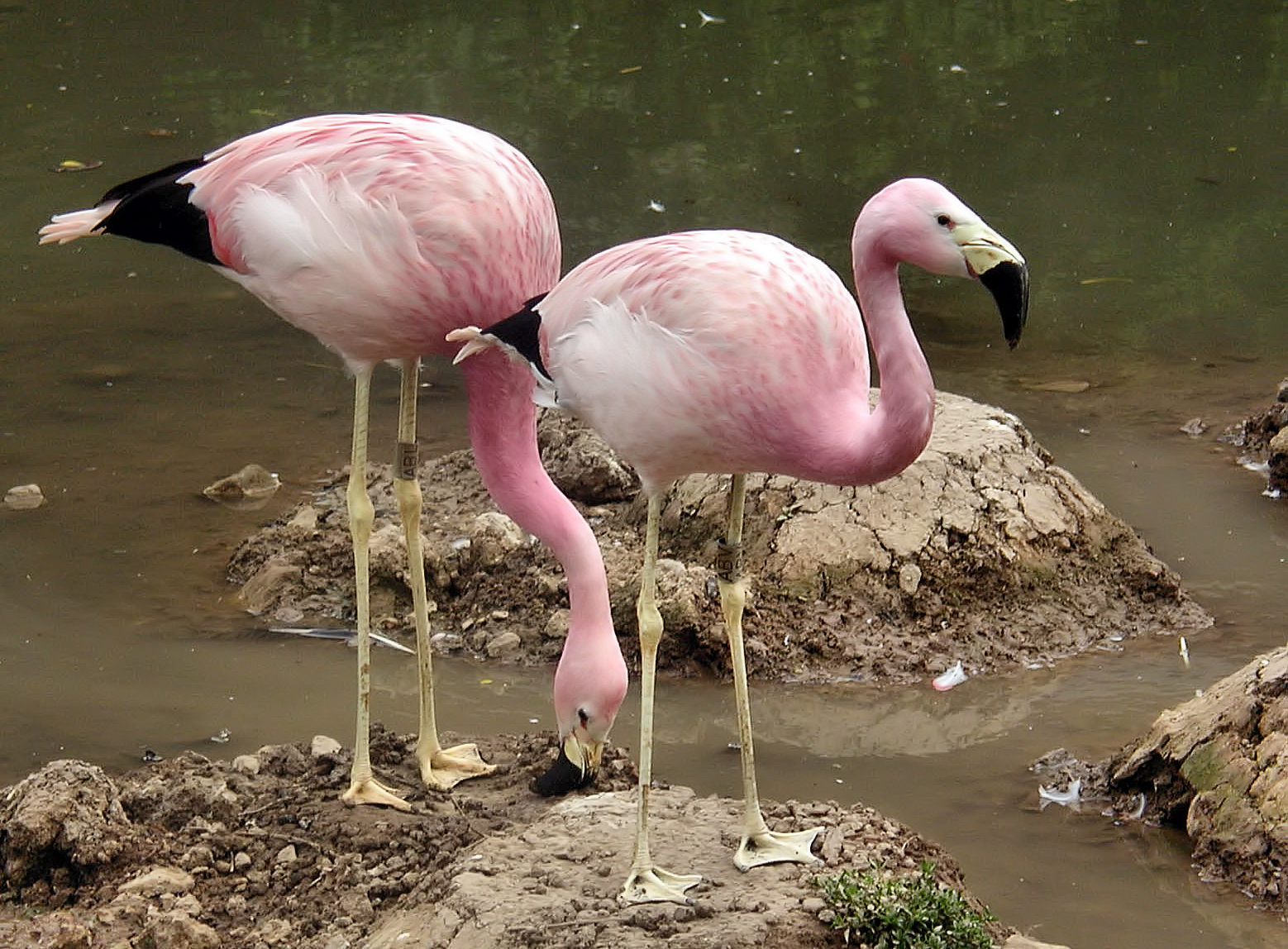
Flamenco andino

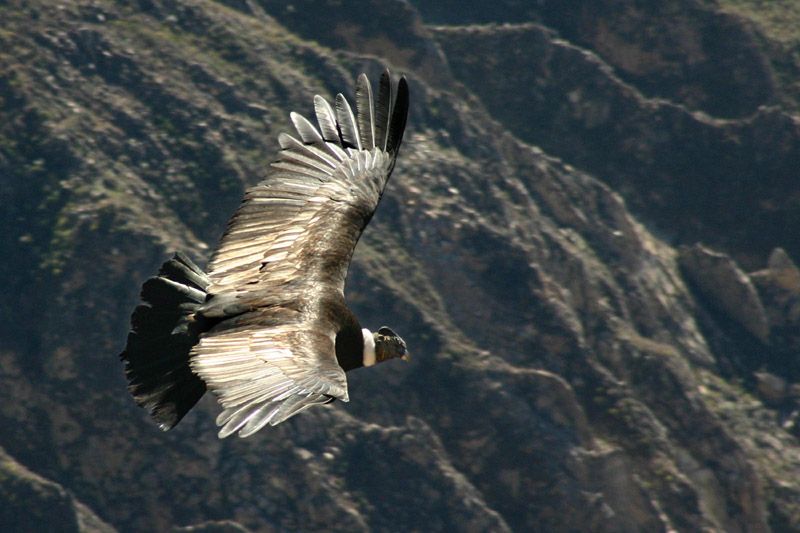
Cóndor sobrevolando el cañón del Colca (Perú)

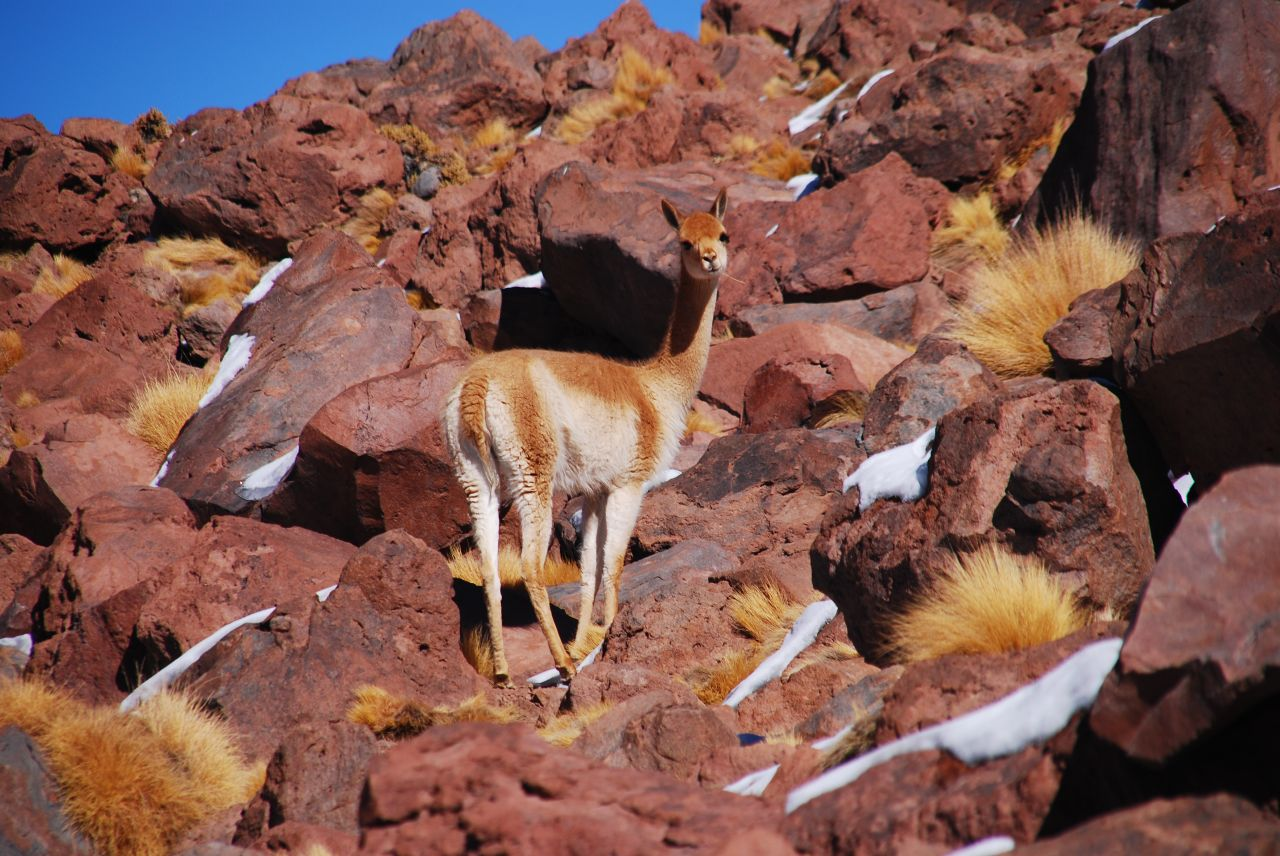
Vicuña en el norte de Chile

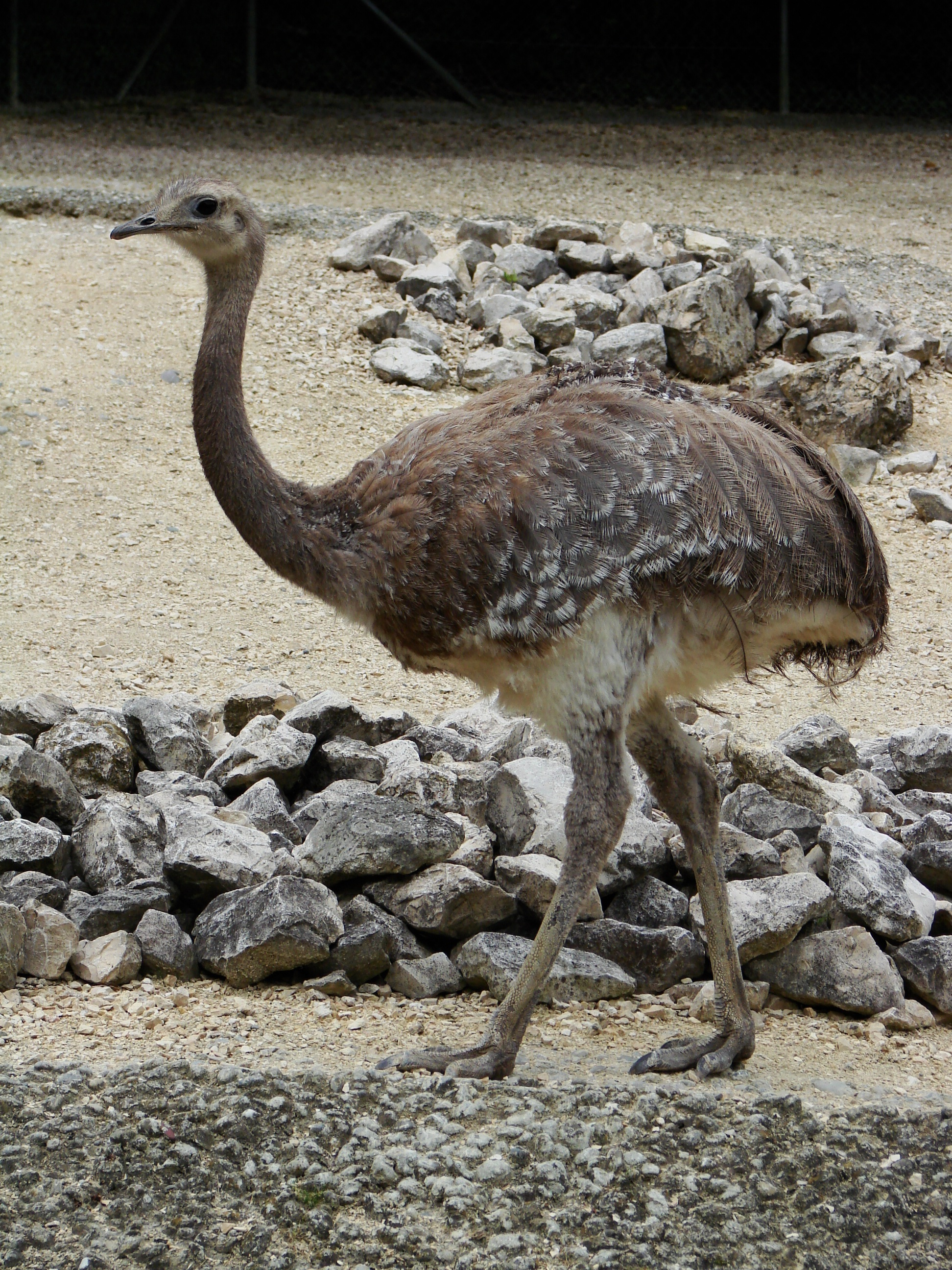
Suri

- Nombre científico: Chaetophractus nationi Thomas, 1894
- Dimensiones:	longitud: 40 cm; cola 12 cm

Ambientes:
- Áreas altiplanicas y arenales
- Especie endémica
- Del Altiplano central de Bolivia
- Estado de conservación: EN PELIGRO.
- Distribución: En la región de puna de Oruro, La Paz,  Potosí, Jujuy, Salta y Tucumán
- Amenazas: Especie muy afectada por el uso de su caparazón para instrumentos musicales y taxidermias. Encontrada en el zoológico de Oruro.

2. Flamenco andino
- Nombre científico: Phoenicoparrus andinus
- Dimensiones:	altura?, diámetro?
- Descripción:
- Hábitat: Lagunas de alta montaña en zona de puna
- Estado de Conservación: VULNERABLE
- Distribución: Departamentos de Oruro, Potosí y Jujuy
- Amenazas: Recolección masiva de huevos para alimentación
- Caza de pichones para extracción de plumas y fines medicinales. Se halla en el zoológico de Oruro

3. Cóndor
- Nombre científico: Vultur gryphus
- Dimensiones:	altura	?, diámetro?
- Descripción:
- Hábitat: Cordillera andina y oriental, en picos y montañas
- Estado de conservación: VULNERABLE
- Distribución: En La Paz, Oruro, Potosí, Cochabamba, Jujuy, Salta y Tucumán
- Amenazas: Especie afectada por la destrucción de su hábitat natural y cacería furtiva. Se halla en el zoológico de Oruro

4. Vicuña
- Nombre científico: Vicugna vicugna
- Dimensiones:	altura	?, diámetro ?
- Descripción:
- Hábitat: Pastizales de quebradas semiáridas y planicies a elevaciones de 3500 a 5750 m s. n. m.
- Estado de conservación: VULNERABLE
- Distribución: En La Paz, Oruro, Potosí, Cochabamba, Jujuy, Salta y Tucumán.
- Amenazas: Fuertemente afectada por la cacería furtiva para la obtención de su piel y lana.

5. Zorro
- Nombre científico: Pseudalopex gymnocercus
- Dimensiones:	altura	?, diámetro?
- Descripción:
- Hábitat: Pastizales de quebradas semiáridas y planicies a elevaciones de 3500 a 5750 m s. n. m.
- Distribución: en La Paz, Oruro, Potosí, Cochabamba, Jujuy, Salta y Tucumán. Se halla en el zoológico de Oruro.

6. Suri
- Nombre científico: Pterocnemia pennata
- Dimensiones:	altura?, diámetro?
- Descripción:
- Hábitat: Zonas desérticas de puna
- Estado de conservación: EN PELIGRO
- Distribución: En La Paz, Oruro, Potosí, Jujuy, Salta y Tucumán
- Amenazas: Especie cazada principalmente para la utilización de sus plumas y recolección de huevos con fines alimenticios. Se halla en el zoológico de Oruro.

7. Llama
- Nombre científico: Lama glama Linnaeus
- Dimensiones: Altura 15 a 19 dm; peso 140 kg
- Descripción: La llama es un animal sometido por la mano del humano, hace más de 4500 años que se domesticó. Es domesticable y usada como animal de carga y para carne. Es el menos selectivo en su alimentación, pastando entre prados de paja brava. Se halla en el zoológico de Oruro.

8. Especie exótica: burro
- Nombre científico: Equus africanus asinus
- Dimensiones:	altura	15 a 19 dm; peso 140 kg
- Descripción: Son equinos generalmente más pequeños y con orejas más largas que el caballo doméstico. Son mamíferos y los utilizan frecuentemente para la carga. Animal inteligente, cauteloso, amistoso, juguetón e interesado en aprender

9. Lagartija
- Nombre científico: Liolaemus molinai
- Dimensiones:	longitud?, peso?
- Descripción: Escamas dorsales grandes, embrincadas y carenadas. Colorido muy variable, presentando el dorso de color pardo, grisáceo u oliva con manchas o líneas entrecortadas oscuras, blancas o amarillas. Partes inferiores blancuzcas. Macho en celo presenta en los costados líneas verdosas. Especie normalmente de zonas llanas, encontrándose en lugares abiertos con algún matorral. Suelos con vegetación herbácea rala o suelos pedregosos. También presente en zonas más áridas. Biología de reproducción es muy poco conocida, sabiéndose únicamente que la puesta consta de tres o cuatro huevos alargados y que se realiza sobre mayo o junio.

10. Polilla
- Nombre científico: Tineola bisselliella
- Dimensiones:	longitud 8 mm, envergadura alar 15 mm
- Descripción: En viviendas humanas, establos y almacenes. Raramente nidos de aves. Las larvas consumen tejidos de seda, lana, pieles, cueros y cereales. Los adultos no se alimentan. Reproducción: puesta cincuenta huevos. Incubación entre una y dos semanas según la temperatura. Depredados por aves, ranas y pequeños mamíferos.

11. Ratón de campo
- Nombre científico: Apodemus sylvaticus
- Dimensiones:	longitud 10 a 12 cm, cola de 9 a 12 cm; peso 20 a 35 g
- Descripción: Roedor de pequeño tamaño, de hábitos nocturnos, cabeza voluminosa, dotada con unos ojos negros, grandes y prominentes que sobresalen del rostro. Orejas bien desarrolladas, con los pabellones auriculares erectos, su cola es larga y poblada de pelo corto. Color marrón, con tonalidades rojizas, de aquí que popularmente sea conocido como ratón colorado, aun cuando su coloración se torna más clara, casi blanquecina, en la zona del pecho y parte inferior del vientre del animal.

### Áreas protegidas en la meseta del Collao

#### En Bolivia
- Área natural de manejo integrado Apolobamba
- Parque nacional Sajama
- Reserva nacional de fauna andina Eduardo Abaroa

#### En Chile
- Monumento Nacional Salar de Surire
- Parque nacional Lauca
- Parque nacional Llullaillaco
- Parque nacional Volcán Isluga
- Reserva nacional Las Vicuñas
- Reserva nacional Los Flamencos

#### En Perú
- Áreas de Conservación Regional Vilacota-Maure
- Reserva nacional del Titicaca
- Reserva paisajística Cerro Khapia